# Mizpa
Mitzpa en hebreo: מצפה‎ fue una ciudad en el territorio de Benjamín y su nombre en español significa "atalaya". Tras la conquista babilonia, fue la capital de la provincia de Yehud y luego del Yehud Medinata durante las primeras décadas de la dominación persa.
Tell en-Nasbeh es uno de los lugares que suelen identificarse con Mitzpá en territorio de Benjamín, está ubicada a unos 13 km al norte de Jerusalén. El otro lugar sugerido es Neby Samwil que se encuentra a unos 6,4 km al noroccidente de Jerusalén, ubicada el la colina más alta del lugar, a unos 180 metros sobre la planicie de Gabaón.

## En la Biblia
La primera mención de Mitzpá fue en Génesis 31:49, en el lugar marcado por la acumulación de rocas donde Labán le da su nombre que significa "que el Señor vigile" (sea atalaya) del compromiso de Jacob. 
Cuando la concubina del levita fue violada por los hombres de Guibeá, los hijos de Israel se reunieron en Mitzpá, donde decidieron pelear contra los hombres de Benjamín por su gran pecado (Jueces 20:1-11).
Después de que el arca permaneció en Quiriat Yearín durante mucho tiempo. Pasaron veinte años y todo el pueblo de Israel buscaba con ansiedad al Señor, por eso Samuel reunió a todo Israel en Mitzpá para clamar al Señor por el pecado de ellos. El Señor respondió y aquel día el pueblo de Israel venció a los filisteos con el poder del Señor. Para conmemorar este evento, Samuel levantó una piedra entre Mitzpá y Sen la cual llamó Eben-ezer (Piedra de ayuda), debido a que el Señor no había dejado de ayudarlos ({{Biblia|1 Sam|7:5-12)
Samuel también reunió al pueblo de Israel en Mizpa para presentarles al primer rey. Entonces Saúl fue escogido entre todas las tribus y familias de Israel. (1 Samuel 10:17-24).
Después que los babilonios habían destruido Jerusalén, nombraron a Gedalías como gobernador en Mitzpá para gobernar sobre los que habían quedado. Muchos retornaron a Mitzpá desde donde habían huido. El profeta Jeremías vino a Mitzpá desde Ramá, donde los babilonios lo habían liberado. Posteriormente Ismael, un miembro de la familia real asesinó a Gedalías ({{Biblia|2 Reyes|25:23-26). A pesar de la advertencia de Jeremías que decía que si el pueblo se iba para Egipto moriría, el pueblo persistió en su obstinación de ir allí.
(Jeremías 40:6,42:22).

## Capital
A partir de la toma de Jerusalén en 586 a. C, los babilonios conformaron la provincia de Yehud, que tenía como límites a Bethel al norte, Jericó al este, Bet Zur en el oeste y En-Gedi al sur, y su capital era la ciudad de Mitzpá, no Jerusalén, la cual estaba habitada pero parcialmente en ruinas. Mitzpá probablemente continuó como capital de Yehud Medinata durante más de un siglo, hasta la refortificación de Jerusalén por Nehemías.
Los persas parecen haber experimentado gobernar Yehud como un reino cliente, bajo descendientes de Joaquín. Sheshbazzar, designado por Ciro para gobernar Yehud Medinata en 538, era de origen davídico, al igual que su sucesor Zorobabel, quien a su vez fue sucedido por su segundo hijo y luego por su yerno, todos ellos gobernantes davídicos hereditarios, un estado de cosas que terminó solo alrededor del 500 a. C. Después del año 500 a. C. Yehud se convirtió en la práctica en una teocracia, con el predominio por una línea de sumos sacerdotes hereditarios. Yehud pasó a ser parte de la satrapía de Abar Nahara. El gran rey persa nombraba un gobernador de Yehud Medinata que tenía como funciones mantener el orden y velar por el pago de los tributos al imperio. La evidencia de sellos y monedas sugiere que la mayoría, si no todos, de los gobernadores de Yehud persa eran judíos, una situación que se ajusta a la práctica general persa de gobernar a través de líderes locales.
A partir del 445 a. C. Jerusalén fue la ciudad principal de Yehud, con muros, con el Segundo Templo y otras instalaciones necesarias para funcionar como capital provincial.